# Rarkojaure (Offerdals socken, Jämtland)
Rarkojaure är en sjö i Krokoms kommun i Jämtland och ingår i Indalsälvens huvudavrinningsområde. Sjön har en area på 0,2 kvadratkilometer och ligger 875,9 meter över havet. Sjön avvattnas av vattendraget Luspejukke.

## Delavrinningsområde
Rarkojaure ingår i det delavrinningsområde (709648-138389) som SMHI kallar för Ovan 709813-138271. Medelhöjden är 903 meter över havet och ytan är 3,08 kvadratkilometer. Det finns inga avrinningsområden uppströms utan avrinningsområdet är högsta punkten. Luspejukke som avvattnar avrinningsområdet har biflödesordning 3, vilket innebär att vattnet flödar genom totalt 3 vattendrag innan det når havet efter 328 kilometer. Avrinningsområdet består mestadels av kalfjäll (93 procent). Avrinningsområdet har 0,2 kvadratkilometer vattenytor vilket ger det en sjöprocent på 6,5 procent.